# Erythrus crinitoguttatus
Erythrus crinitoguttatus är en skalbaggsart som beskrevs av Holzschuh 2006. Erythrus crinitoguttatus ingår i släktet Erythrus och familjen långhorningar. Inga underarter finns listade i Catalogue of Life.